# 1993年NBA總決賽
1993年NBA總決賽是1992-93 NBA賽季的冠軍爭奪戰。當年東部冠軍芝加哥公牛與西部冠軍菲尼克斯太阳队進行七場四勝制的賽事，最終公牛队以4比2的大比分赢得了整个系列赛，这是芝加哥公牛队历史上第三个总冠军。迈克尔·乔丹亦被选为该赛季NBA总决赛最有价值球员。

## 晉級
- 芝加哥公牛
- 菲尼克斯太阳

## 參賽球員
| 芝加哥公牛      | 菲尼克斯太阳队           |
| --------------- | ------------------------ |
| 主教練： 菲尔·  | 主教練： 保罗·韦斯特法尔 |
| 迈克尔·乔丹     | 查尔斯·巴克利            |
| 斯科蒂·皮蓬     | 丹尼·安吉                |
| 霍雷斯·格兰特   | 汤姆·钱伯斯              |
| 约翰·帕克森     | 理查德·杜马斯            |
| 德尼斯·霍普森   | 弗兰克·约翰逊            |
| B·J·阿姆斯特朗  | 凯文·约翰逊              |
| 克莱格·霍奇斯   | 丹·马尔利                |
| 比尔·卡特赖特   | 奥利弗·米勒              |
| 威尔·普度       | 杰罗德·穆斯塔夫          |
| 斯科特·威廉姆斯 | Mark West                |
| 克里夫·利文斯顿 |                          |

## 比賽結果
| 場次  | 日期    | 主場球隊 | 結果           | 客場球隊 |
| ----- | ------- | -------- | -------------- | -------- |
| 第1場 | 6月9日  | 太阳     | 92–100         | 公牛     |
| 第2場 | 6月11日 | 太阳     | 108–111        | 公牛     |
| 第3場 | 6月13日 | 公牛     | 121–129（3OT） | 太阳     |
| 第4場 | 6月16日 | 公牛     | 111–105        | 太阳     |
| 第5場 | 6月18日 | 公牛     | 98–108         | 太阳     |
| 第6場 | 6月20日 | 太阳     | 98–99          | 公牛     |

公牛以4-2勝出
註：OT代表比賽需要進行加時

## 外部連結
NBA官方網站：http://www.nba.com/（页面存档备份，存于）
互聯網上的其他網站：